# Spalam się (utwór)
"Spalam się" – tytułowa piosenka pierwszego solowego albumu Kazika Spalam się.
Piosenka została oparta jest na brzmieniu automatu perkusyjnego, skreczy i licznych sampli, m.in. z utworu „Mr. Wrong” Sade.
Tekst utworu, opowiadający o miłości ucznia do atrakcyjnej nauczycielki angielskiego został luźno oparty na faktycznych wspomnieniach Kazika z jego czasów szkolnych.
Singel tego utworu łącznie przez 20 tygodni znajdował się na Liście Przebojów Programu Trzeciego (notowania 492 do 511), osiągając w notowaniu 499 drugą pozycję.
Do wersji kompaktowej płyty „Spalam się”, została dodana wersja wydłużona.
Do piosenki, z inicjatywy Telewizji Polskiej, powstał teledysk wyreżyserowany przez Mariusza Trelińskiego.

## Wersja rockowa
W 1994 ukazała się rockowa wersja "Spalam się", która opublikowana została na albumie Na żywo, ale w studio. Jest to ballada oparta na stopniującej napięcie gitarze elektrycznej Adama "Burzy" Burzyńskiego.